# Pozzolengo
Pozzolengo är en ort och kommun i provinsen Brescia i regionen Lombardiet i Italien. Kommunen hade 3 523 invånare (2018).